# Новий Форум
Новий форум (нім. Das Neue Forum або просто Forum) — політичне об'єднання, що виникло в ході мирної революції в НДР, яка призвела до Возз'єднання Німеччини.

## Історія
Новий форум було створено в ніч з 9 на 10 вересня 1989 року в Берліні (Ґрюнгайде). 10 вересня була опублікована декларація «Час визрів — Прорив 89» (нім. «Die Zeit ist reif — Aufbruch 89»), підписану 30 активістами.
Головною метою нової організації було визначено налагодження суспільного діалогу. Новий форму справді став політичною платформою для діалогу різних суспільних груп. Тут формулювалися й дискутувалися вимоги до влади та плани перебудови суспільного життя й врешті сама ідея Возз'єднання Німеччини.
Частина членів Нового форуму оформилася в політичну партію «Німецька партія форуму» (нім. Deutsche Forumpartei) та взяла участь у виборах 1990 року, а після об'єднання Німеччини увійшла до ВДП, тоді як інша група утворила Альянс 90, що пізніше об'єднався з партіює зелених.
Інша частина представників Нового форуму продовжила існування форуму як самостійної політичної організації. Зараз Новий форум бере участь в політичному житті нових земель Німеччини як окрема партія.